# Ekaterina Alexandrovna Khitrovo
Ekaterina Alexandrovna Khitrovo, född 1804, död 1856, var en rysk nunna. Hon är känd för sin insats under krimkriget, då hon som abbedissa för barmhärtighetssystrarna översåg vården av sårade soldater. 